# Albert Nađ
Albert Nađ (cyryl. Алберт Нађ, wym. [albɛrt nadʑ]; 29 października 1974 w Zemunie) – piłkarz serbski grający na pozycji defensywnego pomocnika.

## Kariera klubowa
Urodził się w mieście Zemun w rodzinie pochodzenia węgierskiego. Piłkarską karierę rozpoczął w Belgradzie, w klubie FK Partizan. W 1992 roku został włączony do kadry pierwszej drużyny i wtedy też zadebiutował w rozgrywkach pierwszej ligi jugosłowiańskiej. W 1993 roku osiągnął swój pierwszy sukces, którym było zdobycie mistrzostwa Jugosławii. W 1994 roku wywalczył dublet (mistrzostwo + swój pierwszy Puchar Jugosławii). W 1996 roku po raz trzeci został mistrzem kraju.
Latem 1996 roku wyjechał do Hiszpanii i tam spędził kolejne lata swojej kariery. Jego pierwszym klubem został Real Betis z Sewilli. W Primera División zadebiutował 1 września w wygranym 3:0 spotkaniu z Athletic Bilbao. W Betisie spędził dwa pełne sezony jako gracz podstawowego składu, w 1997 roku zajmując 4. pozycję w lidze. W 1998 roku odszedł do Realu Oviedo, w którym początkowo także był podstawowym zawodnikiem. W sezonie 2000/2001 przez pół roku był wypożyczony do Elche CF. W sezonie 2001/2002 wraz z Oviedo grał w Segunda División.
W 2002 roku powrócił do Partizana. W 2003 roku wywalczył mistrzostwo Serbii i Czarnogóry, a w sezonie 2003/2004 wystąpił z nim fazie grupowej Ligi Mistrzów. Został też wicemistrzem kraju, w 2005 roku – mistrzem, a w 2006 i 2007 – wicemistrzem. Dla Partizana rozegrał w swojej karierze łącznie 223 ligowe mecze i zdobył w nich 14 goli.
W drugiej połowie 2007 roku był zawodnikiem rosyjskiego FK Rostów. W rosyjskiej Premier Lidze zadebiutował 12 sierpnia w przegranym 0:1 meczu z Kubaniem Krasnodar. Na koniec roku spadł z Rostowem z ligi i na początku 2008 roku wrócił do Serbii. Podpisał kontrakt z zespołem FK Čukarički. W 2009 roku zakończył karierę.
| Sezon   | Klub         | Kraj                | Rozgrywki           | Mecze | Bramki |
| ------- | ------------ | ------------------- | ------------------- | ----- | ------ |
| 1992/93 | FK Partizan  | Jugosławia          | Meridijan Superliga | 25    | 1      |
| 1993/94 | FK Partizan  | Jugosławia          | Meridijan Superliga | 30    | 2      |
| 1994/95 | FK Partizan  | Jugosławia          | Meridijan Superliga | 30    | 3      |
| 1995/96 | FK Partizan  | Jugosławia          | Meridijan Superliga | 25    | 1      |
| 1996/97 | Real Betis   | Hiszpania           | Primera División    | 30    | 0      |
| 1997/98 | Real Betis   | Hiszpania           | Primera División    | 26    | 1      |
| 1998/99 | Real Oviedo  | Hiszpania           | Primera División    | 27    | 1      |
| 1999/00 | Real Oviedo  | Hiszpania           | Primera División    | 16    | 0      |
| 2000/01 | Real Oviedo  | Hiszpania           | Primera División    | 3     | 0      |
| 2000/01 | Elche CF     | Hiszpania           | Segunda División    | 16    | 1      |
| 2001/02 | Real Oviedo  | Hiszpania           | Segunda División    | 24    | 0      |
| 2002/03 | FK Partizan  | Jugosławia          | Meridijan Superliga | 10    | 0      |
| 2003/04 | FK Partizan  | Serbia i Czarnogóra | Meridijan Superliga | 24    | 0      |
| 2004/05 | FK Partizan  | Serbia i Czarnogóra | Meridijan Superliga | 20    | 2      |
| 2005/06 | FK Partizan  | Serbia i Czarnogóra | Meridijan Superliga | 28    | 2      |
| 2006/07 | FK Partizan  | Serbia i Czarnogóra | Meridijan Superliga | 9     | 1      |
| 2007    | FK Rostów    | Rosja               | Priemjer-Liga       | 7     | 0      |
| 2007/08 | FK Čukarički | Serbia              | Meridijan Superliga | 7     | 0      |
| 2008/09 | FK Čukarički | Serbia              | Meridijan Superliga | 24    | 2      |

## Kariera reprezentacyjna
W reprezentacji Jugosławii zadebiutował 23 grudnia 1994 w przegranym 0:2 towarzyskim spotkaniu z Brazylią. Był to także pierwszy od ponad dwóch lat mecz reprezentacji „Plavich”. W 2000 roku znalazł się w kadrze na Euro 2000, na których wystąpił w meczach ze Słowenią (3:3) i Norwegią (1:0). W 2006 roku Ilija Petković powołał go na Mistrzostwa Świata w Niemczech. Tam był podstawowym zawodnikiem i wystąpił we wszystkich spotkaniach grupowych Serbów: przegranych 0:1 z Holandią, 0:6 z Argentyną oraz 2:3 z Wybrzeżem Kości Słoniowej.